# Grote Prijs Stad Zottegem 2015
Il Grote Prijs Stad Zottegem 2015, ottantesima edizione della corsa e valida come evento dell'UCI Europe Tour 2015 categoria 1.1, si svolse il 18 agosto 2015 su un percorso di 189,7 km. Fu vinta dal belga Kenny Dehaes che terminò la gara in 4h13'00", alla media di 44,99 km/h, al secondo posto il belga Antoine Demoitié e a chiudere il podio un altro belga Oliver Naesen.
Partenza con 187 ciclisti, dei quali 134 completarono la gara.

## Squadre partecipanti
| N.      | Cod. | Squadra                     |
| ------- | ---- | --------------------------- |
| 1-8     | LTS  | Lotto-Soudal                |
| 11-18   | ROP  | Roompot-Oranje Peloton      |
| 21-28   | RVL  | RusVelo                     |
| 31-38   | TSV  | Topsport Vlaanderen-Baloise |
| 41-48   | WGG  | Wanty-Groupe Gobert         |
| 51-58   | SKT  | An Post-ChainReaction       |
| 61-68   | CCT  | CCT-Champion System         |
| 71-78   | CIB  | Cibel                       |
| 81-88   | CSH  | Colba-Superano Ham          |
| 91-98   | CCB  | Color Code-Arden Beef       |
| 101-108 | CJP  | Cyclingteam Jo Piels        |
| 111-118 | RIJ  | Cyclingteam Join's-De Rijke |
| 121-128 | LDT  | Leopard Development Team    |

| N.      | Cod. | Squadra                        |
| ------- | ---- | ------------------------------ |
| 131-138 | MGT  | Madison Genesis                |
| 141-148 | MET  | Metec-TKH-Mantel               |
| 151-158 | RDT  | Rabobank Development Team      |
| 161-168 | ROT  | Roth-Skoda                     |
| 171-178 | CCD  | Differdange-Losch              |
| 181-188 | SGT  | Team Stuttgart                 |
| 191-198 | STG  | Team Stölting                  |
| 201-208 | MMM  | Team 3M                        |
| 211-218 | VGS  | Vastgoedservice-Golden Palace  |
| 221-228 | VER  | Veranclassic-Ekoi              |
| 231-238 | WIL  | Veranda's Willems Cycling Team |
| 241-248 | WBC  | Wallonie-Bruxelles             |

## Ordine d'arrivo (Top 10)
| Pos. | Corridore            | Squadra         | Tempo    |
| ---- | -------------------- | --------------- | -------- |
| 1    | Kenny Dehaes         | Lotto-Soudal    | 4h13'00" |
| 2    | Antoine Demoitié     | Wallonie        | s.t.     |
| 3    | Oliver Naesen        | Topsport Vl.    | a 2"     |
| 4    | Elias Van Breussegem | Verandas W.     | a 7"     |
| 5    | Sean De Bie          | Lotto-Soudal    | a 18"    |
| 6    | Joeri Stallaert      | Cibel           | a 23"    |
| 7    | Dylan Groenewegen    | Roompot         | s.t.     |
| 8    | Wouter Mol           | Join's-De Rijke | s.t.     |
| 9    | Stef Van Zummeren    | Verandas W.     | s.t.     |
| 10   | Mark McNally         | Madison Gen.    | s.t.     |